# Eremiaphila rufipennis
Eremiaphila rufipennis è una specie di mantide religiosa appartenente al genere Eremiaphila.